# Аддиктивная медицина
Аддикти́вная медици́на (англ. addiction medicine, «аддикция» от лат. addictus — «пристрастившийся» + «медицина») — американская субспециальность медицинской науки, занимающаяся профилактикой, диагностикой и лечением лиц с расстройствами, вызванными психоактивными веществами (включая не запрещённые законом алкоголь, никотин и рецептурные препараты). Кроме того, специалисты аддиктивной медицины изучают клинические проявления, этиологию и патогенез расстройств, связанных с приёмом психоактивных веществ и аддиктивных состояний.

## История
Термин «аддиктивная медицина» стал употребляться в США в качестве предпочтительного наименования данного раздела медицины приблизительно с конца 1980-х годов.
С 2016 года аддиктивная медицина официально признана Американским советом по медицинским специальностям (ABMS) в качестве узкой медицинской специализации (субспециальности).

### Врач-аддиктолог
Аддиктолог (англ. addictionist, addictionologist, либо addiction medicine physician «врач аддиктивной медицины») — врач в звании «доктора остеопатии» (D.O.) или «доктора медицины» (D.O.), прошедший сертификацию по аддиктивной медицине Американским советом по превентивной (профилактической) медицине (ABPM), Американским советом по аддиктивной медицине (ABAM), либо получивший сертификат о дополнительной профессиональной переподготовке по аддиктивной медицине, выданный Американской остеопатической ассоциацией (AOA).
Психиатры-аддиктологи проходят сертификацию по субспециальности «аддиктивная психиатрия» в Американском совете по психиатрии и неврологии (ABPN).

## Особые права
Согласно Акту о лечении от наркозависимости (2000) (англ. Drug Addiction and Treatment Act, сокр. DATA), сертификация по специальности аддиктивной медицины даёт практикующему врачу право выписывать рецепты на наркотические средства Списка III, IV, V, или их комбинации при лечении пациентов от опиоидной зависимости.